# Isaque II Ângelo
Isaque II Ângelo (em grego: Ισαάκιος Β’ Άγγελος; romaniz.: Isaakios II Angelos; setembro de 1156 - janeiro de 1204) foi imperador bizantino de 1185 a 1195, e novamente de 1203 a 1204.
O seu pai, Andrónico Ângelo era filho de Constantino Ângelo e de Teodora Comnena Angelina, a filha mais nova do imperador Aleixo I Comneno e de Irene Ducas. Isaque, era, por isso, membro da família imperial.

## Revolta e subida ao trono
Durante o curto reinado de Andrónico I Comneno, Isaque envolveu-se (com o seu pai e os seus irmãos) na revolta de Niceia e de Prusa. Atipicamente, o imperador não o castigou pela deslealdade demonstrada, e Isaque pôde permanecer em Constantinopla.
A 11 de setembro de 1185, aproveitando a ausência de Andrónico da capital, Estêvão Hagiocristoforita pretendeu prender Isaque. Isaque matou-o e refugiou-se na catedral de Santa Sofia. O imperador Andrónico, em muitas dimensões um governante eficiente, era odiado pelos seus esforços para sujeitar a nobreza à obediência e pela sua crueldade. Isaque apelou para a multidão, e rapidamente se espalhou pela cidade um tumulto. À chegada, Andrónico deparou-se com a sua deposição, uma vez que Isaque tinha sido proclamando imperador. Tentou fugir, mas foi detido e entregue por Isaque ao povo da capital. Andrónico I foi morto a 12 de setembro de 1185.

## O primeiro reinado
Isaque II Ângelo reforçou a sua posição enquanto imperador através de casamentos dinásticos em 1185 e 1186. A sua sobrinha, Eudócia Angelina, casou-se com Estêvão, filho de Estêvão Nêmania da Sérvia. A irmã de Isaque, Teodora, casou-se com o marquês italiano Conrado de Monferrato. Em Janeiro de 1186 o próprio Isaque contraiu matrimónio com Margarida da Hungria (rebaptizada Maria), irmã do rei Bela III. O Reino da Hungria era um dos maiores e maios poderosos vizinhos do império, além do que Margarida tinha a vantagem de ter uma linhagem da mais alta aristocracia, sendo aparentada com as famílias reais da Rússia de Quieve, do Sacro Império Romano-Germânico, da Itália, do condado da Provença e com dinastias bizantinas anteriores. 
Isaque iniciou o seu reinado com uma vitória decisiva sobre o rei normando da Sicília Guilherme II nas margens do Estrimão, a 7 de setembro de 1185, que invadira o império no final do reinado de Andrónico I. Noutros capítulos a sua política não logrou obter tanto êxito. A sua tentativa de recuperar Chipre das mãos do nobre rebelde Isaque Comneno fracassou devido à ingerência normanda.

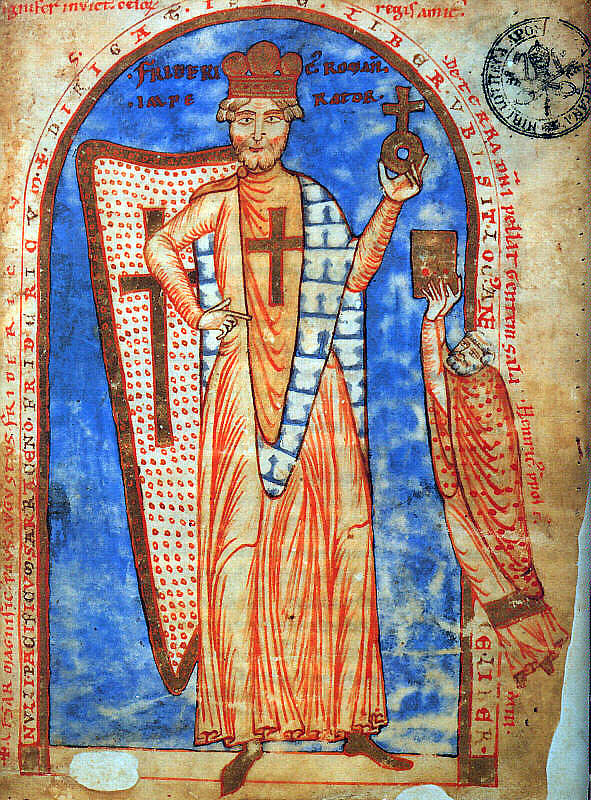
Frederico I da Germânia.

A pesadíssima carga fiscal que impôs para poder custear as guerras e os casamentos da sua família resultou na revolta da Valáquia e da Bulgária, em finais de 1185. Esta revolta conduziu à criação do Segundo Império Búlgaro sob a dinastia Asen. Em 1187, Aleixo Branas, o vencedor dos Normandos, foi enviado contra os rebeldes mas voltou-se contra o imperador e tentou por sua vez conquistar Constantinopla, apenas para se ver derrotado e morto por Conrado de Monferrato, cunhado do imperador.
A atenção do imperador foi posteriormente exigida a oriente, de onde surgiram e foram sendo derrotados diversos pretendentes ao trono. Em 1189, o imperador romano-germânico Frederico I obteve autorização para atravessar o império com as suas tropas durante a Terceira Cruzada. Porém Isaque, que tinha concluído havia pouco uma aliança com Saladino, colocou no seu caminho todos os obstáculos possíveis, e somente sob a ameaça das armas cumpriu o acordado em 1190.
Nesse mesmo ano cria a Sagrada Militar Ordem Constantiniana de São Jorge no intuito de imitar as ordens militares de cavalaria que tinham sido criados para defender e recuperar a Terra Santa.
Os cinco anos seguintes foram perturbados pela guerra constante com a Bulgária, contra a qual Isaque comandou em pessoa diversas campanhas. Apesar de terem começado bem, estas iniciativas não tiveram efeitos duradouros e numa ocasião em 1190 Isaque escapou com vida por pouco. Enquanto se preparava para uma nova campanha, Aleixo Ângelo, o irmão mais velho do imperador, e aproveitando-se da ausência deste numa caçada, fez-se proclamar imperador e foi rapidamente reconhecido pelos soldados como o imperador Aleixo III Ângelo. Isaque foi preso e cegado em Constantinopla.

## O segundo reinado
Passados oito anos em cativeiro, Isaque tornou ser guindado ao trono imperial com a chegada da Quarta Cruzada aos portões da cidade e a fuga de Aleixo III. Quer o seu corpo quer o seu espírito tinham sofrido duramente com o cativeiro, porém, e o seu filho Aleixo IV Ângelo foi associado ao trono como coimperador.
Fortemente ligado aos cruzados, Aleixo IV não foi capaz de cumprir as suas obrigações nem para com os seus súbditos nem para com os seus aliados latinos, o que o levou a perder o apoio de todos. No final de Janeiro de 1204 o influente funcionário imperial Aleixo Ducas aproveitou-se do clima de revolta na capital para mandar prender Aleixo IV e fez-se proclamar imperador como Aleixo V Ducas. Foi nesta altura que Isaque II morreu, ao que parece de choque, enquanto que Aleixo IV foi garrotado a 28 ou 29 de Janeiro.

## Usurpadores
O reinado de Isaque testemunhou o aparecimento de diversos pretendentes que tentaram arrancar-lhe o trono das mãos. Entre eles:
- Aleixo Branas.
- Teodoro Mangafa.
- Pseudo-Aleixo II.
- Basílio Chotzas - iniciou uma revolta na Társia, perto da Nicomédia. Tendo algum sucesso a princípio, ele terminou sendo capturado, cegado e preso.[3]
- Isaque Comneno (sobrinho de Andrônico I Comneno) - escapou da prisão e fugiu para Hagia Sophia, de onde ele incitou a população. Capturado eventualmente, foi pendurado e torturado para que confessasse o nome de seus cúmplices. Seus órgãos internos sofreram severo dano e ele morreu no dia seguinte.[3]
- Constantino Tatício – estabeleceu secretamente um grupo de 500 indivíduos que se esconderam em Constantinopla. Mesmo tendo conseguido se manter escondido por um tempo considerável, ele terminou sendo delatado, capturado e morto.[3]

## Relações familiares
Foi filho de Andrónico Ângelo (1150 -1118), filho de Constantino Ângelo (1100 - 1166) com Teodora Comnena Angelina, a filha mais nova do imperador Aleixo I Comneno com Irene Ducas.
Não se conhece a identidade da primeira esposa de Isaque II, mas o nome dela, "Herina" ("Irene") (? - 1185), encontra-se na necrologia da Catedral de Espira, onde está sepultada a sua filha, que também tinha o nome de Irene ("Deve notar-se, porém, que era prática muitíssimo comum que mãe e filha tivessem o mesmo nome, a menos que o nome da mãe fosse o adotado na entrada desta para um convento.) A esposa de Isaque pode ter pertencido à família Paleólogo, sendo filha de Jorge Paleólogo Comneno Ducas (c. 1168 - ?) e de Aspas (dos Bagrátidas). O seu terceiro filho nasceu em 1182 ou 1183 e ela morreu ou divorciou-se de Isaque em 1185, quando este se casou novamente. Os seus filhos foram:
1. Irene Angelina (1180 - 1208), que se casou primeiro com Rogério III da Sicília, e em segundas núpcias com Filipe da Suábia (1176 - 21 de Junho de 1208), filho de Frederico I, Sacro Imperador Romano-Germânico.
2. Aleixo IV Ângelo.

Com a sua segunda esposa, Margarida da Hungria (1175 -?) (rebatizada Maria), filha de Bela III da Hungria (1148 - 18 de Abril de 1196), rei da Hungria, com Inês de Châtillon, rainha da Hungria por casamento, teve Isaque II dois filhos:
1. João Ângelo, nascido nunca antes de Janeiro de 1193. Diz-se que foi viver para a Hungria e governou Sirmio e Belgrado por volta de 1254.
2. Manuel Ângelo, nascido depois de 1195.